# Rhododendron anagalliflorum
Rhododendron anagalliflorum är en ljungväxtart som beskrevs av Herbert Fuller Wernham. Rhododendron anagalliflorum ingår i släktet rododendron, och familjen ljungväxter. Inga underarter finns listade i Catalogue of Life.